# Busnovi (Brestovac)
Busnovi su naselje u Republici Hrvatskoj u Požeško-slavonskoj županiji, u sastavu općine Brestovac.

## Zemljopis
Busnovi su smješteni oko 10 km zapadno od Brestovca, na južnim padinama Požeške gore.

## Stanovništvo
Prema popisu stanovništva iz 2011. godine Busnovi su imali 104 stanovnika.
| broj stanovnika | 152   | 180   | 195   | 215   | 200   | 226   | 233   | 233   | 159   | 153   | 133   | 126   | 106   | 113   | 97    | 104   | 72    |
|                 | 1857. | 1869. | 1880. | 1890. | 1900. | 1910. | 1921. | 1931. | 1948. | 1953. | 1961. | 1971. | 1981. | 1991. | 2001. | 2011. | 2021. |